# Packard Caribbean

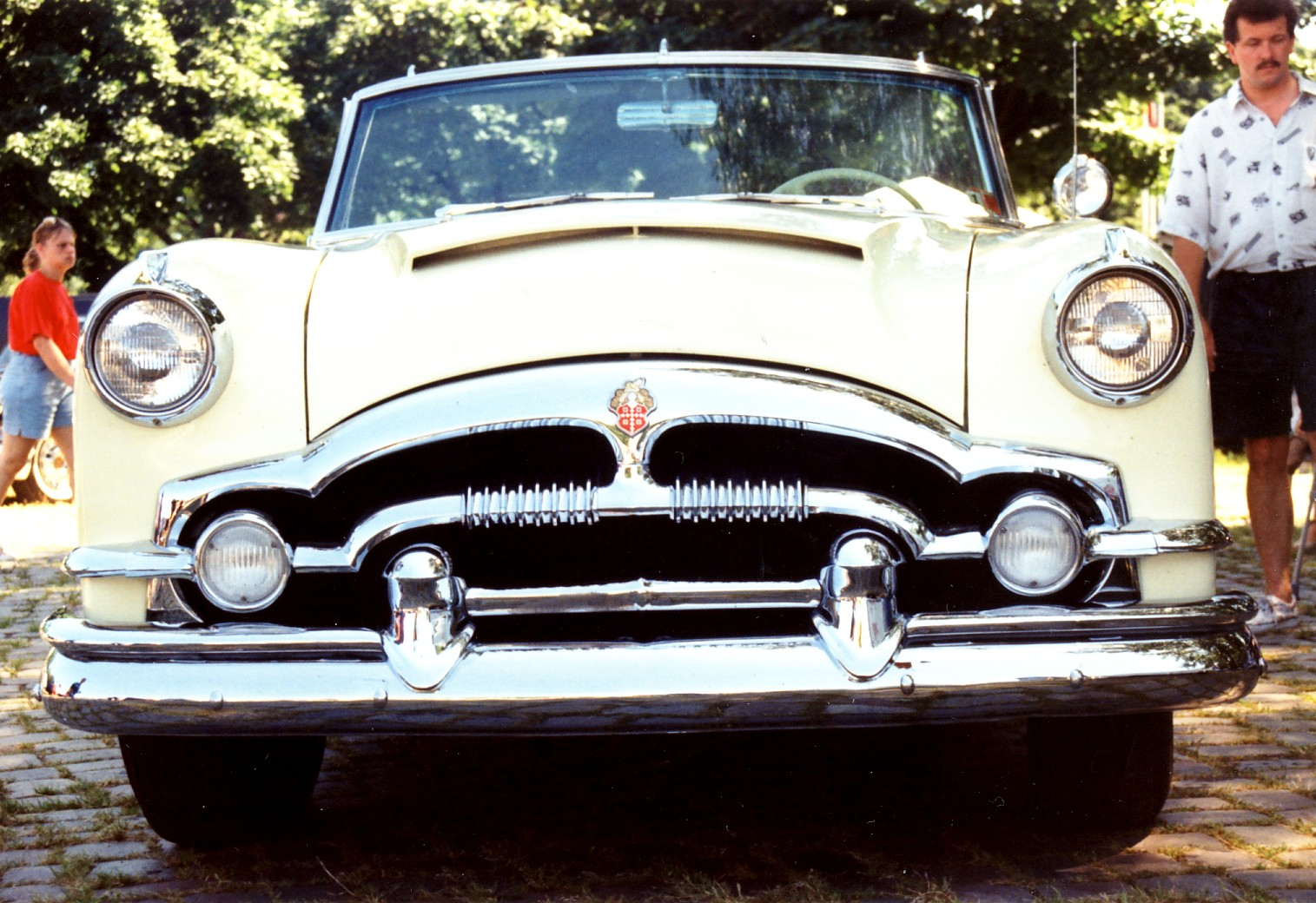
Packard Caribbean Cabriolet Modell 5431-5478 (1954) in Gulf Green / Arctic White.

Der Packard Caribbean war ein PKW, den die Packard Motor Car Company in Detroit in den Modelljahren 1953 bis 1956 hergestellt hat.

## „Dreamcar“ Pan American
Inspiration für den Caribbean war das Show Car Packard Pan American, das die Firma Henney Motor Company im Vorjahr auf eigene Verantwortung hatte bauen lassen. Dabei handelte es sich um ein dreisitziges Sport-Cabriolet auf der Basis des Packard Convertible Coupés. Insgesamt 6 Exemplare zu einem Stückpreis von 10.000 USD wurden gebaut. Daraus hätte sich ein Listenpreis von indiskutablen 18.000 USD ergeben. Packard-Chef Nance wollte aber unbedingt einen solchen Imageträger im Programm, um der Marke wieder etwas Glamour zu geben. Daher wurde der neue Packard-Chefdesigner Richard A. Teague beauftragt, ein Luxus-Cabriolet mit Elementen des Pan Americans zu entwerfen, das aber zu einem realistischeren Preis angeboten werden konnte.

## Modellreihen
Auch Teague ging vom Standard-Cabriolet aus. Als wesentlicher Faktor für die Verteuerung wurde auf eine dreisitzige Auslegung verzichtet. Das Ergebnis war der Caribbean, der von 1953 bis 1955 nur als Cabriolet gefertigt wurde. Im letzten Modelljahr 1956 kam noch ein Hardtop-Modell dazu.

### 1953

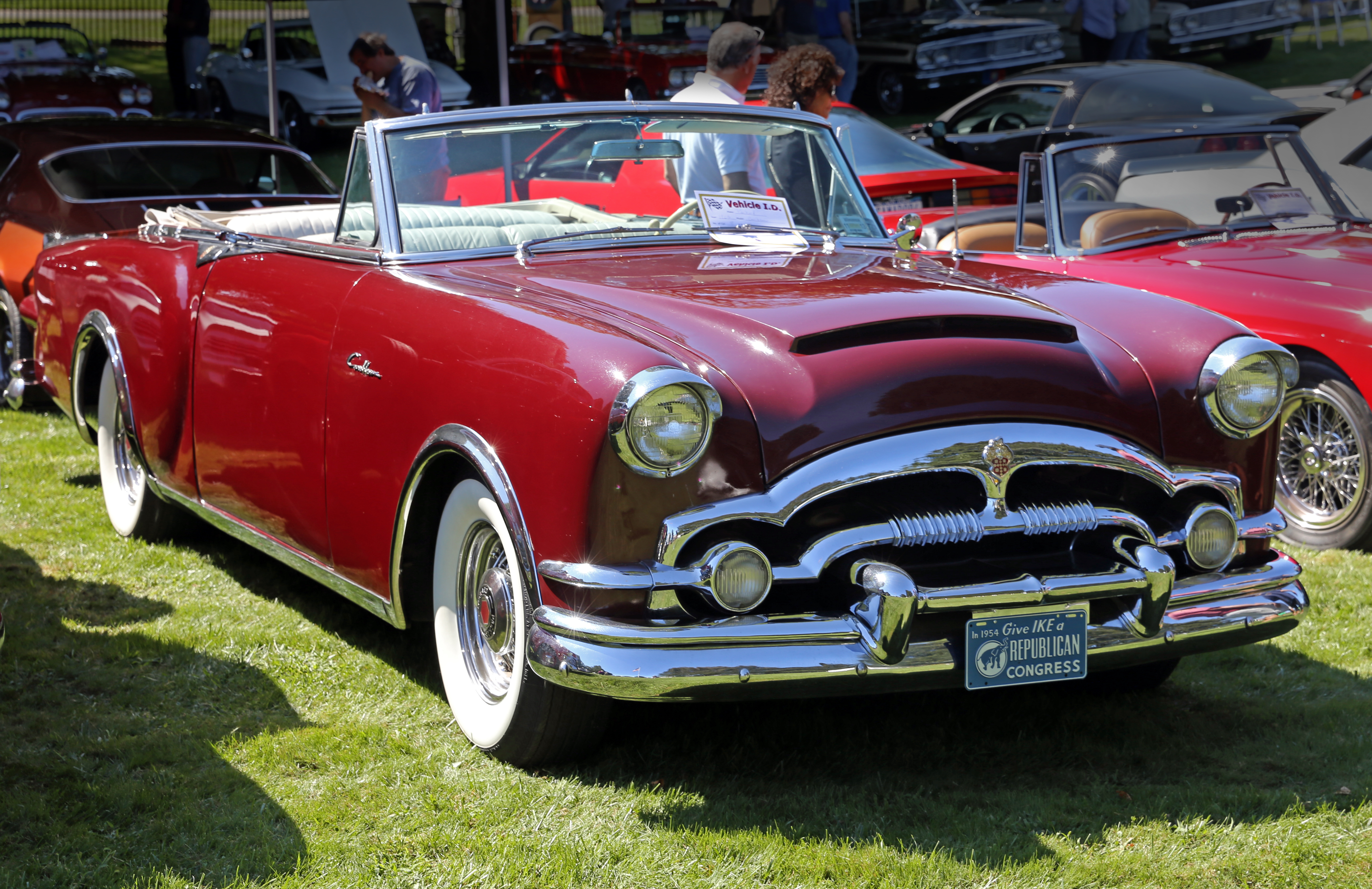
Packard Caribbean Cabriolet Modell 2631-2678 (1953) in Maroon Metallic

Es liegt etwas Ironie darin, dass nicht Henney als "Erfinder" des Konzepts den Auftrag für die Serienproduktion bekam, sondern die Konkurrenzfirma Mitchell-Bentley Corporation in Ionia (Michigan), welche den Umbau ganz einfach deutlich günstiger anbot. Auch hier ging man von Werks-Convertible aus, welche Packard teilmontiert anlieferte. Die bei weitem aufwendigsten Umbauarbeiten bestanden darin, die Karosserie analog dem Pan American niedriger zu machen, indem man ca. 15 cm Blech aus den Flanken schnitt. Dies zog enorme Anpassungen rundum und im Innenraum nach sich. Die mechanischen Komponenten wurden unverändert vom Convertible übernommen; der einzige erhältliche Motor war also der Achtzylinder-Reihenmotor mit 7-fach gelagerter Kurbelwelle, 5.358 cm³ (327 c.i.) Hubraum und 180 bhp (134 kW), der auch im Packard Cavalier und Mayfair verwendet wurde. Die Top-Motorisierung mit 9-fach gelagerter Kurbelwelle blieb also dem (deutlich günstigeren) Patrician vorbehalten.
Der Caribbean war das wahrscheinlich am leichtesten zu identifizierende Packard-Modell. Zwar hatte er die gleiche Kühlermaske mit einem gerippten Mittelsteg wie die anderen teuren Modelle, die Motorhaube hatte jedoch nur bei ihm eine breite, aber funktionslose Lufthutze und war nicht für eine Kühlerfigur vorgesehen. Die hinteren Radausschnitte waren im Unterschied zu den anderen Modellen kreisrund ausgeschnitten und hatten keine Verschalung, um die serienmäßigen Chromspeichenräder von Kelsey-Hayes besser zur Geltung zu bringen. Einziger Chromschmuck an der Flanke war eine tief an der Karosserieunterkante verlaufende Zierleiste über die gesamte Autolänge und um die Radausschnitte herum. Ein Reserverad mit stählerner Radabdeckung in der Mitte des Hecks (Continental Kit) gehörte zur Grundausstattung. Serienmäßig waren auch hochwertige, dick gepolsterte Ledersitzbänke. Die meisten Caribbean waren auch bestens ausgestattet, die Ultramatic-Getriebeautomatik und elektrische Fensterheber gehörten im ersten Jahr zu den aufpreispflichtigen Extras. Die offizielle Farbpalette des Caribbeans beschränkte sich auf die Farben Polarisblau, Golfgrün Metallic, Maronbraun Metallic und Sahara sandfarben. Packard war aber wie immer bereit, Sonderwünsche zu erfüllen; daher wurden auch einige Caribbean in Elfenbein und Schwarz lackiert.
Der Caribbean von 1953 ist Bestandteil von Packards 26. Serie und aufgrund der Umstände das erste Modell, das Richard Teague für die Firma entworfen hatte. Mit einem Listenpreis von 5.210 USD (gegenüber 3.476 USD für das 250 Convertible) war der Caribbean das mit Abstand teuerste Modell auf einem Standard-Fahrgestell von Packard 
und bewegte sich auf einem mit GMs Dream-Car-Trio vergleichbaren Niveau.
Der erste Caribbean ist der formal zurückhaltendste und gerade deshalb besonders geglückt. Im ersten Jahr wurden 750 Exemplare hergestellt und diese Wagen sind von Sammlern heute sehr gesucht. Gut restaurierte Exemplare kosten heute regelmäßig sechsstellige Dollarbeträge.

### 1954

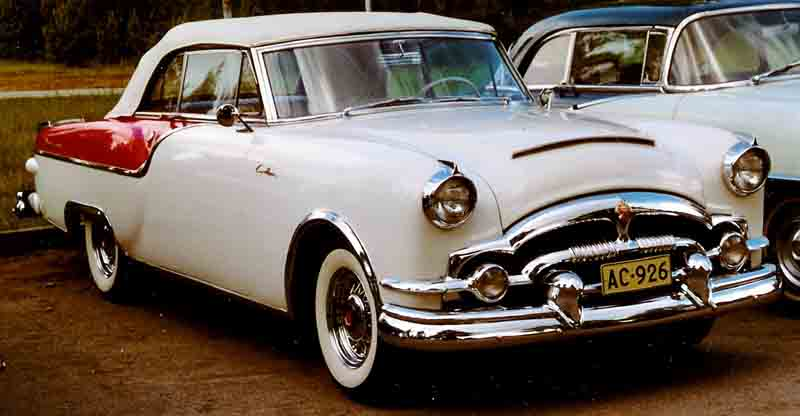
Packard Caribbean Cabriolet Modell 5431-5478 (1954) in Chariot Red / Arctic White.

Der Caribbean erhielt das leichte Facelift der übrigen Packard-Baureihe. Wie die anderen gehobenen Modelle Patrician, Cavalier, Pacific und Convertible 
bekam auch er Scheinwerfergehäuse mit "Flossen", um ihn von den günstigeren Clipper-Modellen abzuheben. Sein Aussehen blieb aber eigenständig, auch wenn die Radausschnitte nicht mehr ganz gerundet waren und ein neues Chromband eine modische Zweifarbenlackierung ermöglichte. Direkt hinter der Türe war ein Packard-Logo angebracht. Die Standardausstattung war reichhaltiger als bei allen anderen Modellen und umfasste unter anderem Servolenkung und -bremsen, die neue Gear Start-Ultramatic, elektrische Verstellung für Scheiben und vordere Sitzbank, zweigeteilte Heizung / Lüftung, Scheibenwaschanlage, zwei Aschenbecher vorn, das bekannte Continental-Reserverad mit Verschalung, Speichenräder und breite Weißwandreifen.
Im Zuge der Modellpflege erhielten alle genannten gehobenen Modelle eine Weiterentwicklung der großen Reihenachtzylindermaschine. Sie war auf einen Hubraum von 5.834 cm³ (356 c.i.) angewachsen und es gab nur noch die Ausführung mit 9-fach gelagerter Kurbelwelle, und die Leistung war mit 212 bhp (158 kW) höher als die des Cadillacs V8 im gleichen Jahr; der End- und Höhepunkt jahrelanger Erfahrung mit dieser Motorkonstruktion. Zur Auswahl standen die vier Farben Chariot Red, Polaris Blue,Gulf Green und schwarz; alle ausschließlich in Kombination mit Arctic White für den vorderen Teil der Karosserie.
Insgesamt wurden in diesem Jahr nur 400 Caribbean hergestellt, so wenige wie in keinem anderen Jahr.

### 1955

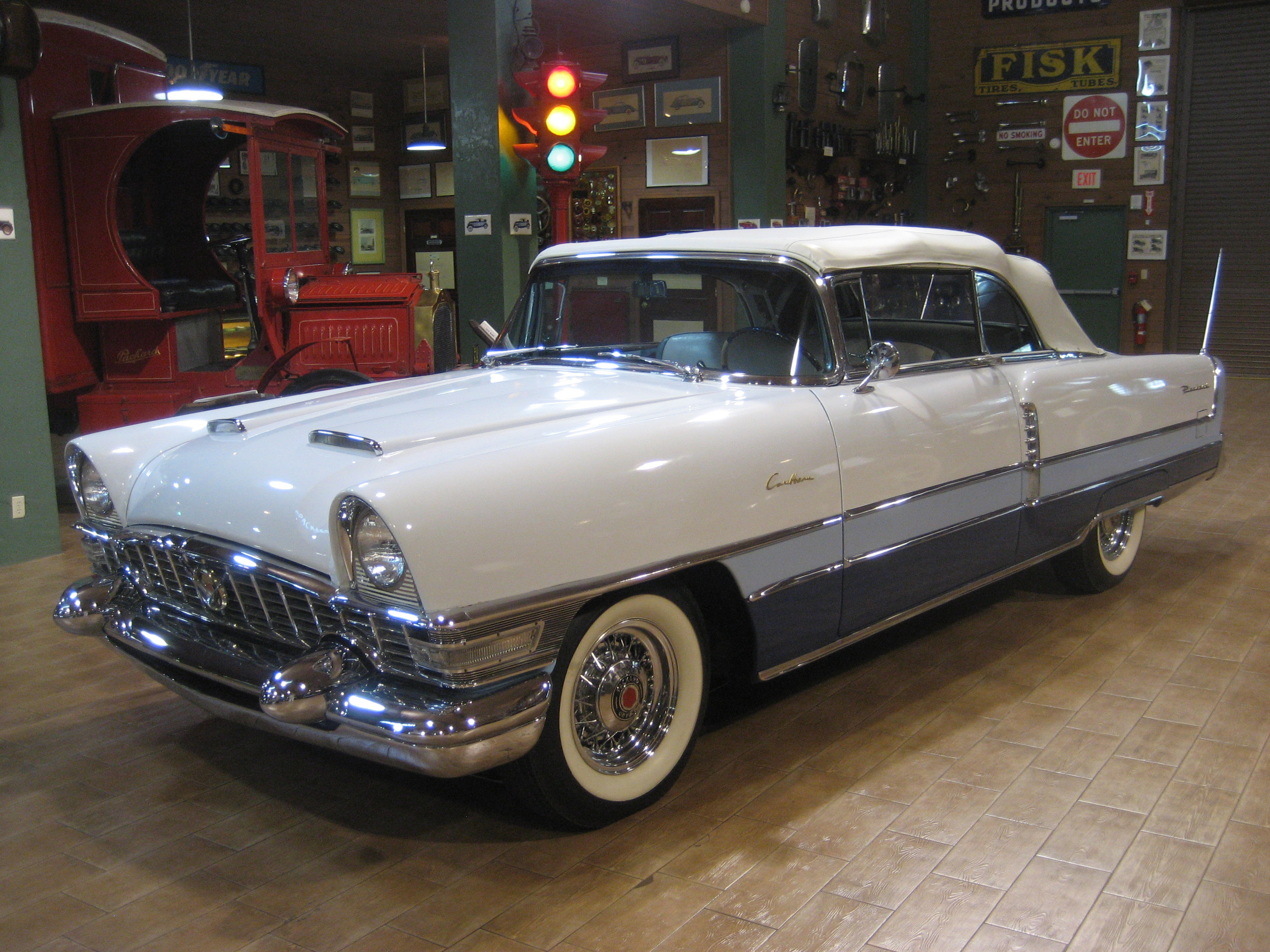
Packard Caribbean Cabriolet Modell 5580-5588 (1955)

Für das Modelljahr 1955 wurde der Caribbean wie alle Packards völlig überarbeitet. Endlich gab es auch auf dem langen Radstand ein Coupé (400). Das Standard-Cabriolet entfiel. Auch der Caribbean kam nun auf dem Langen Chassis mit
3.226 mm (127 in).
Von den einfacheren Modellen unterschied sich der Caribbean durch zwei Lufteinlass-Attrappen auf der Motorhaube anstelle der Kühlerfigur. Das Continental-Ersatzrad war verschwunden, dafür war eine Dreifarben-Lackierung Standard. Sie bestand aus einem weißen Karosserie-Oberteil. Zwei parallele Chromstreifen liefen gerade über die ganze Wagenlänge; der obere stieg kurz vor dem Heckabschluss steil an. Die Fläche dazwischen begrenzte den zweiten Farbton. Unterbrochen wurde sie etwa 30 cm hinter der Türe von einem Chromelement. Darin saß eine Lampe, die bei eingeschaltetem Licht als Positionslicht diente und beim Öffnen der Tür heller leuchtete, um den Boden beim Ausstieg auszuleuchten. Der dritte Farbton lief längs zwischen Schweller und unterem Chromstreifen. Neben den vier ab Werk angebotenen Farbkombinationen war jede weitere nach Wunsch möglich, sofern sie von Teagues Designabteilung genehmigt wurde. Die Innenausstattung war ebenfalls dreifarbig (Leder) und auf die Außenfarbe abgestimmt.
Erstmals wurde das neue Markenlogo ("V" über einem Kreis) verwendet; das traditionelle Wappen findet sich allerdings noch im Zentrum. Der Kofferraumdeckel war vom Vorjahresmodell übernommen und trug auch dessen Chromelement mit konventionellem Wappen. Auch die dreieckigen Schlussleuchten erhielten das neue Logo.
Technisch war der Caribbean wiederum eng mit den anderen großen Packard-Modellen verwandt. Er erhielt wie diese den größeren von zwei neuen V8-Motoren mit 5801 cm³ (352 c.i.), zusätzlich aber noch eine Rochester-Registervergaseranlage mit zwei Doppel-Registervergasern und einer speziellen Gemischführung. Zudem war der Motor etwas höher verdichtet. All dies brachte die Leistung auf 290 SAE-PS bei 4800/min. Damit kam Packard in den Ruf, Hersteller des stärksten Serienwagens der Welt zu sein – wenn man großzügigerweise den in limitierter Stückzahl gebauten Chrysler C-300 nicht berücksichtigte.
Selbstverständlich gehörten auch das neue Automatikgetriebe "Twin Ultramatic", "EasAmatic" Servobremsen, eine Gemmer-Servolenkung und "Torsion Level Ride", die innovative Drehstabfederung mit elektromotorischer Niveauregulierung, ebenso zur Grundausstattung wie das elektrohydraulisch betätigte Verdeck, Kelsey-Hayes-Speichenräder, "Wonderbar"-Radio mit automatischem Sendersuchlauf, elektrisch betriebene Fensterheber und Sitzbankverstellung, getönte Scheiben usw. Die kurze Zubehörliste umfasste nur die Klimaanlage.
Infolge des Bezugs eines neuen Karosseriewerks verkürzten Modelljahr (17. Januar bis 2. November 1955) wurden 500 Caribbean zu einem Stückpreis von 5.932 USD gebaut.
Prominenter Besitzer eines 55er Packard Caribbeans war der französische Schauspieler Yves Montand.

### 1956

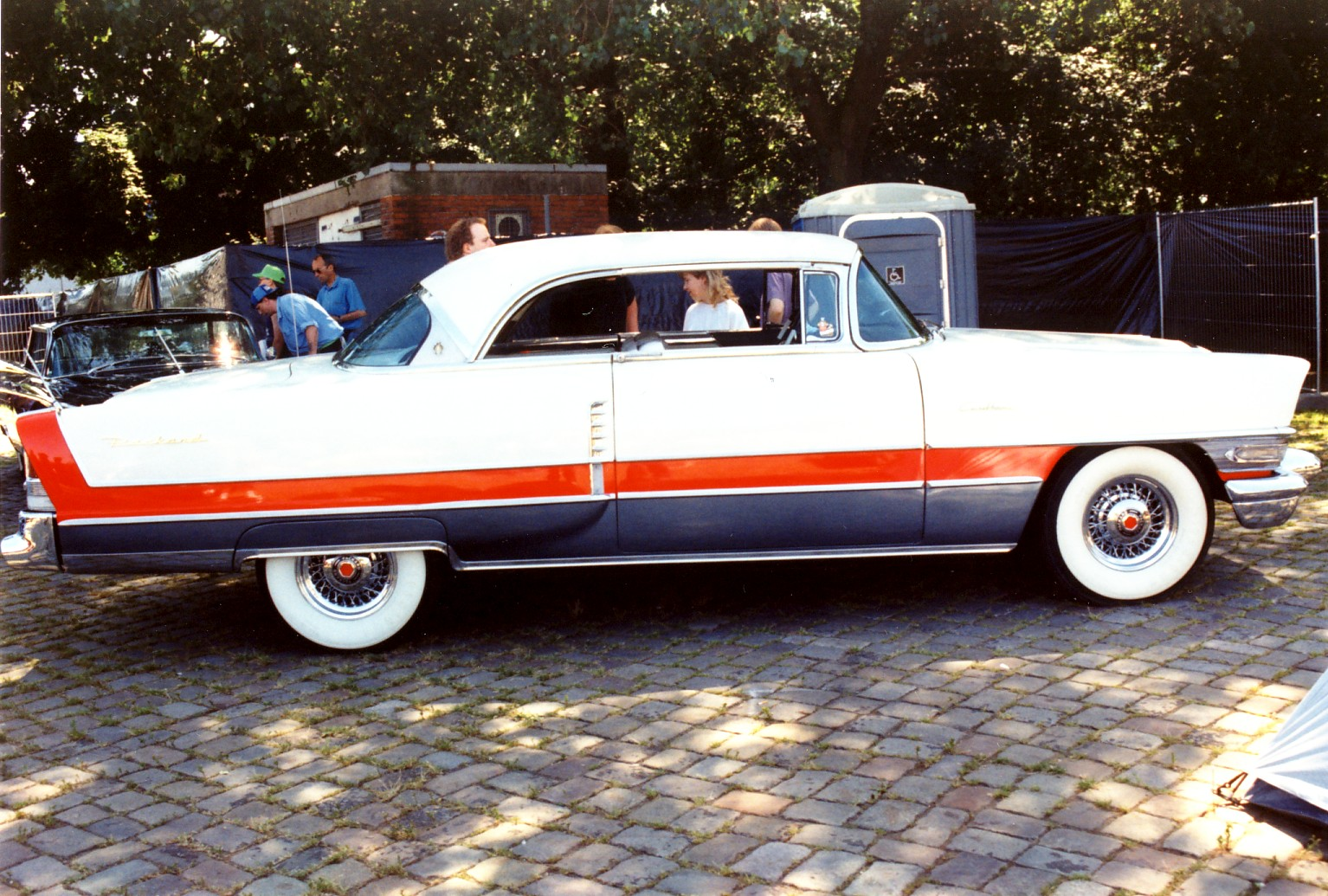
Packard Caribbean Hardtop Modell 5688-5697 (1956)

1956 wurde der Caribbean zur eigenen Luxusmodellreihe und es kam ein Hardtop-Modell dazu. Die Unterschiede in der Außenausstattung zum Vorjahresmodell waren auf den ersten Blick nicht groß. Analog den übrigen Packard-Modellen wurden die Schuten über den Scheinwerfern größer, rückten die vorderen Stoßstangenhörner weiter auseinander und änderte sich das Muster des Kühlergrills. Das hinterlegte Gitter aus eloxiertem Aluminium erhielten nun auch für die Lüftungsschlitze unter der Stoßstange. Bald nach Einführung der 56er Packard-Reihe wurde dieses Gitter von farblos ("alufarben") auf gold-eloxiert geändert. Das im Vorjahr erstmals eingeführte, neue Markenlogo (ein "V" über einem Kreis) wurde stärker betont. Die Flanken blieben unverändert. Es gab für alle Modelle einen neuen, bauchigeren Kofferraumdeckel, den ebenfalls das neue Logo zierte. In den goldenen Kreis war das traditionelle Wappen integriert, das gleichzeitig zur Entriegelung und als Schlüsselloch-Abdeckung diente. Die kathedralenartigen Rücklichter verloren das eingearbeitete Logo. Die vorderen Standlichter und Blinker sowie die seitlichen Positionslampen waren nun mattiert statt klar. Innen erhielt der Caribbean neue Sitze mit abnehmbaren Sitz- und Rückenpolstern. Diese Polster waren auf einer Seite mit Leder bezogen und auf der anderen mit Bouclé-Stoff.
Zur Unterscheidung von den anderen Packard-Modellen dienten wiederum die Motorhaube mit zwei Lufteinlass-Attrappen anstelle einer Kühlerfigur, der über die ganze Fahrzeuglänge gezogene und am Heck steil ansteigende Streifen, Dreifachlackierung (andere waren auf Anfrage möglich) sowie Kelsey-Hayes-Speichenräder.
Neu war für das Modelljahr 1956 erstmals ein zweitüriges Caribbean Hardtop-Coupé erhältlich. Es erhielt alle Besonderheiten des Cabriolets. Das Dach war mit weißem Hypalon, einem Vorläufer des Vinyldaches, bezogen.
Als Antrieb diente für alle Packards eine auf 6.132 cm³ (374 c.i.) vergrößerte Version des V8-Motors vom Vorjahr. Nur im Caribbean gab es eine Gemischaufbereitung mit zwei Doppel-Registervergasern. Dadurch steigerte sich die Leistung von 290 auf 310 SAE-PS bei 4600/min. Das hauseigene Automatikgetriebe "Twin Ultramatic" und die Drehstabfederung "Torsion Level Ride" wurden leicht überarbeitet. Packard führte als erster Hersteller überhaupt in diesem Jahr eine Hinterachse mit Differentialsperre ein, genannt "Twin Traction". "Touch Button", die ebenfalls neue und als Option für alle Packard und Clipper erhältliche Drucktastenbedienung für das Automatikgetriebe gehörte zur Serienausstattung des Caribbeans.
Packard war in diesem Jahr Anbieter der technisch anspruchsvollsten und innovativsten US-Fahrzeuge und der Caribbean deren Krönung.
Im gesamten Modelljahr (3. November 1955 bis 25. September 1956) wurden 263 Hardtop-Modelle und 276 Cabriolets hergestellt. Der Listenpreis betrug 5.495 USD für das Hardtop und 5.995 USD für das Cabriolet.
Im Juni 1956 übernahm der Curtiss-Wright-Rüstungskonzern die Studebaker-Packard Corporation. Die Produktionsanlagen in Detroit wurden daraufhin aufgegeben, was das Aus für Packard-Automobile im traditionellen Sinne und damit auch für den Caribbean bedeutete.
Prominente Besitzerinnen eines Packard Caribbean Convertibles waren die Schauspielerin Jean Peters und die Sängerin Edith Piaf.